# Équipe de Saint-Vincent-et-les-Grenadines féminine de football
Cet article traite de l'équipe féminine. Pour l'équipe masculine, voir Équipe de Saint-Vincent-et-les-Grenadines de football.
Maillots
L'équipe de Saint-Vincent-et-les-Grenadines féminine de football est l'équipe nationale qui représente Saint-Vincent-et-les-Grenadines dans les compétitions internationales de football féminin. Elle est gérée par la Fédération de Saint-Vincent-et-les-Grenadines de football.
Les Vincentaises n'ont jamais disputé une phase finale d'une compétition majeure de football féminin, que ce soit le Championnat féminin de la CONCACAF, la Coupe du monde ou les Jeux olympiques.

## Classement FIFA
| Année              | 2003 | 2004 | 2005 | 2006 | 2007 | 2008 | 2009 | 2010 | 2011 | 2012 | 2013 | 2014 | 2015 | 2016 | 2017 | 2018 |
| ------------------ | ---- | ---- | ---- | ---- | ---- | ---- | ---- | ---- | ---- | ---- | ---- | ---- | ---- | ---- | ---- | ---- |
| Classement mondial | 96   | 97   |      | 106  | 144  | 117  | 92   | 120  | 136  | 131  | 118  | 113  | 141  | 128  | 119  | 133  |